# Velicikovo, Pazardjik
Velicikovo (în bulgară Величково) este un sat în comuna Pazardjik, regiunea Pazardjik,  Bulgaria. 

## Demografie
Componența etnică a satului Velicikovo
     Bulgari (88,92%)
     Romi (9,41%)
     Nicio identificare (1,66%)
     Altele (0%)
La recensământul din 2011, populația satului Velicikovo era de 1.020 locuitori. Din punct de vedere etnic, majoritatea locuitorilor (88,92%) erau bulgari, cu o minoritate de romi (9,41%). Pentru 1,66% din locuitori nu este cunoscută apartenența etnică.